# Mustaschskrikuv
Mustaschskrikuv (Megascops trichopsis) är en huvudsakligen centralamerikansk fågel i familjen ugglor inom ordningen ugglefåglar. Den förekommer från allra sydvästligaste USA i Arizona söderut till norra Nicaragua.

## Kännetecken

### Utseende
Mustaschskrikuv är en rätt liten (17–19 cm) medlem av släktet skrikuvar som förekommer i tvåfärgformer, en grå och en mer rostfärgad, den senare vanligare i södra delen av utbredningsområdet. Liksom andra skrikuvar är den annars en kompakt, kortstjärtad uggla med breda vingar och stort huvud. På huvudet syns små örontofsar och undertill mörka längsgående streck. Jämfört med västlig skrikuv är denna art mindre med mindre fötter och grövre teckning ovan som ger ett fläckigt utseende.

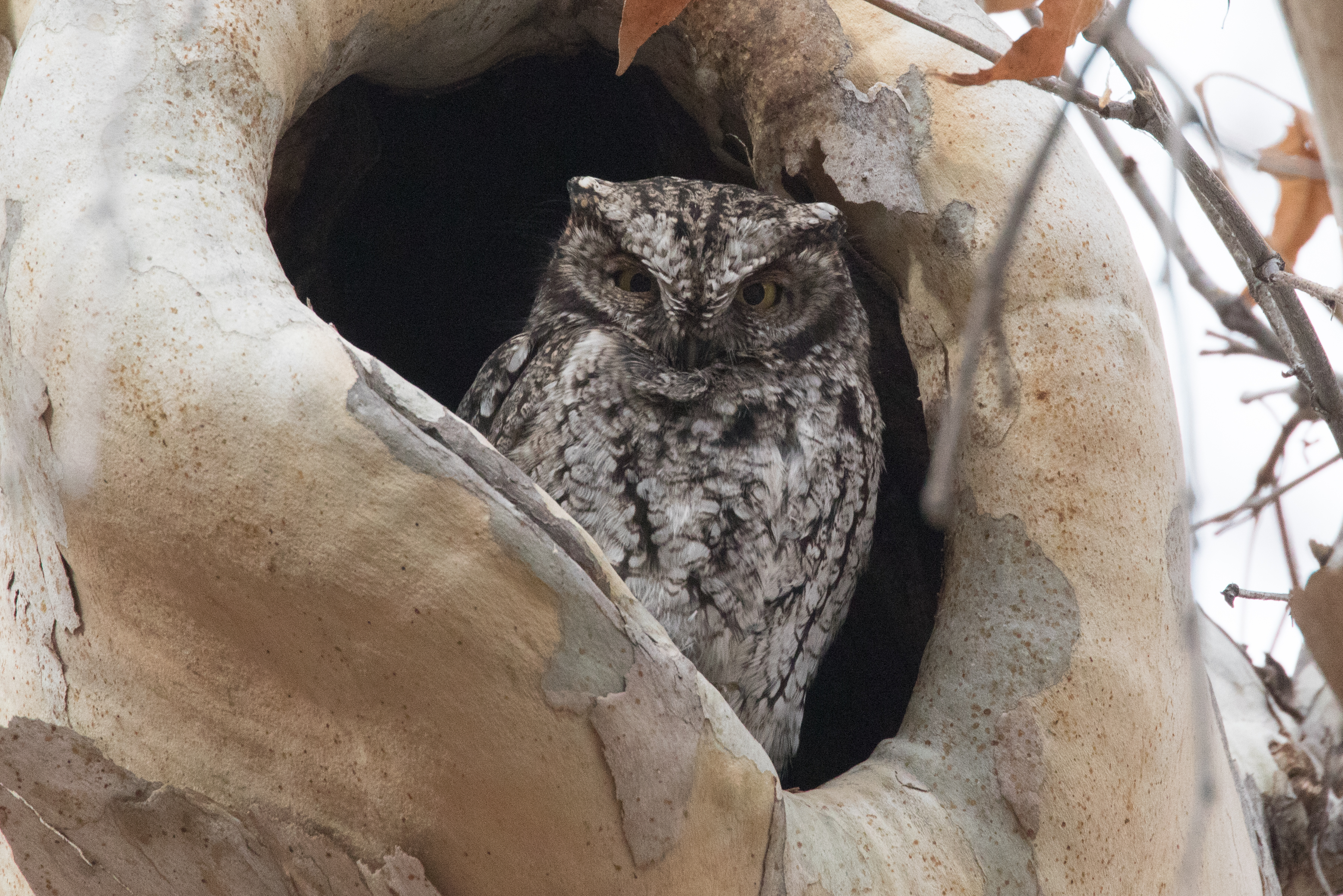

### Läten
Det vanligaste lätet består av en serie med fyra till åtta toner, "po po po po...", stigande i mitten och avstannande mot slutet. Även ett mer rytmiskt "pidu po po, pidu po po, pidu po po, po" hörs.

## Utbredning och systematik
Mustaschskrikuv delas in i tre underarter med följande utbredning:
- Megascops trichopsis trichopsis – förekommer i högländer i centrala Mexiko (från Durango till Veracruz och Chiapas)
- Megascops trichopsis aspersus – förekommer från sydöstra Arizona till nordvästra Mexiko (Sonora och Chihuahua)
- Megascops trichopsis mesamericanus – förekommer från sydöstra Mexiko (Chiapas) till norra och centrala Nicaragua

Arten är närmare släkt med sydliga arter som vitstrupig skrikuv (Megascops albigularis) och chólibaskrikuv (M. choliba) än med exempelvis västlig och östlig skrikuv. Hybridisering har dock noterats mellan mexikansk och västlig skrikuv.

## Status och hot
Arten har ett stort utbredningsområde och en stor population, och tros öka i antal. Utifrån dessa kriterier kategoriserar internationella naturvårdsunionen IUCN arten som livskraftig (LC).

## Levnadssätt
Fågeln förekommer i täta ekbestånd i bergsskogar i Arizona på högre höjd än västlig skrikuv. Den livnär sig huvudsakligen av bevingade insekter. Ägg har hittats i Arizona från 10 april till 20 maj.